# ETA

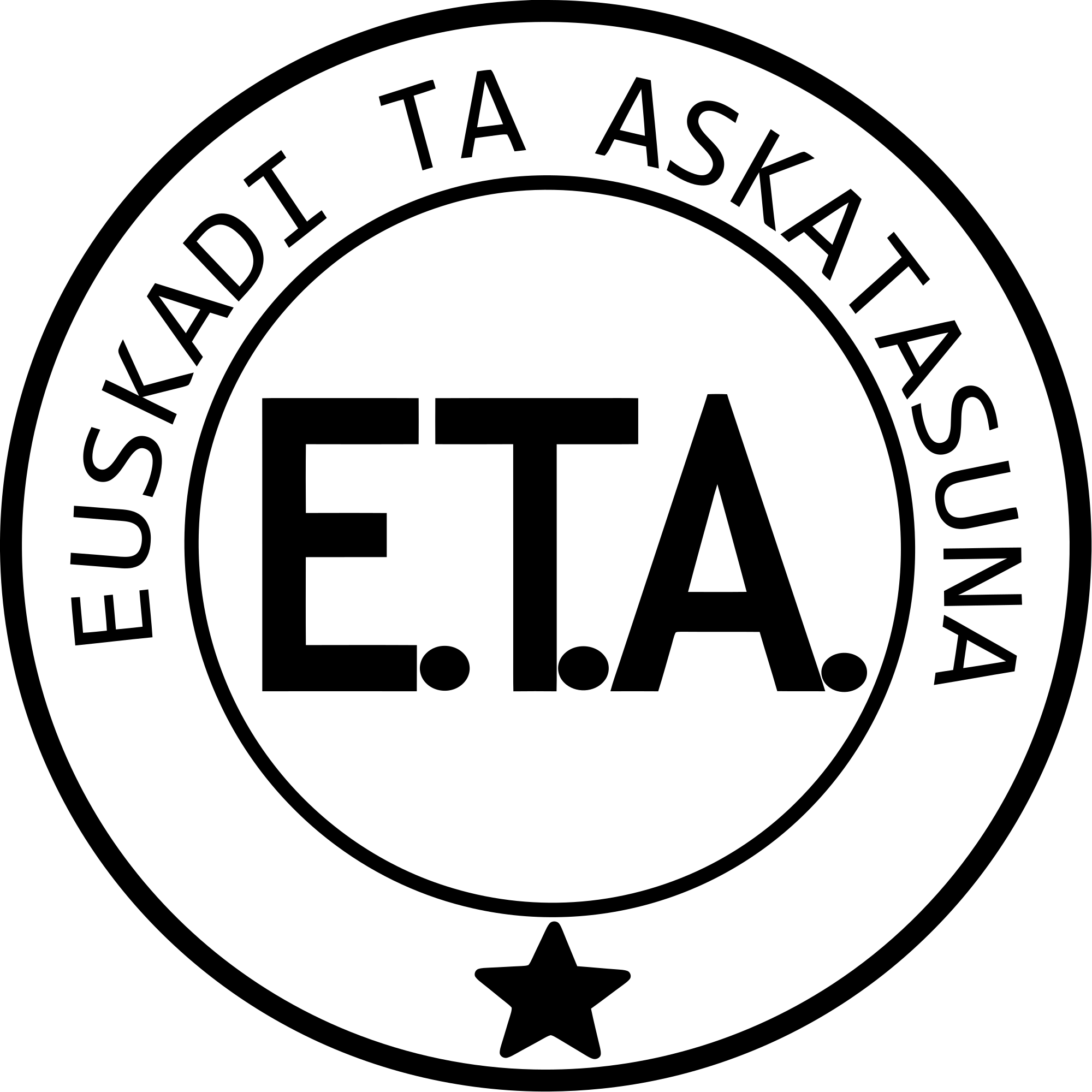
Biểu trưng ETA

ETA là chữ viết tắt của tổ chức Quê hương Basque tự do (tiếng Basque: Euskadi Ta Askatasuna). Đây là tổ chức chính trị và quân sự theo chủ nghĩa Mác Lênin và chủ nghĩa dân tộc ly khai, hoạt động ngầm, với mục đích là yêu cầu một nền độc lập cho xứ Basque (gồm một phần hiện là một khu vực bán tự trị thuộc Tây Ban Nha và một phần ở miền nam nước Pháp) và thành lập một nhà nước xã hội chủ nghĩa độc lập.
ETA được thành lập vào năm 1959 như là một phong trào kháng chiến chống lại chế độ độc tài Francisco Franco, và chủ yếu là sử dụng phương tiện khủng bố, bao gồm cả xe bom. Trong 50 năm, từ lần đầu tiên là vào ngày 28 tháng 6 năm 1960 cho đến tháng 7 năm 2009, có 823 người đã bị ETA giết.
Tuy nhiên, trong những năm gần đây, tổ chức này dường như có xu hướng "Al-Qaeda hóa" khi tổ chức này đang tỏ rõ thái độ trở nên cực đoan và bạo lực. Các chuyên gia Hoa Kỳ đã cảnh báo "tuy ETA chưa có liên hệ với Al-Qaeda hay phong trào Hồi giáo cực đoan nào khác, nhưng xu hướng Al-Qaeda hóa sẽ khiến Basque sớm muộn trở thành một trong số những nơi bạo lực nhất châu Âu". Đồng thời, họ liên hệ tình hình ở Chechnya, một vùng đất ly khai ở miền nam nước Nga để cảnh báo về sự cực đoan hóa này.
Vào ngày 24 tháng 11 năm 2012, có thông báo rằng nhóm đã sẵn sàng đàm phán "kết thúc dứt khoát" cho hoạt động của mình và giải thể hoàn toàn. Nhóm đã tuyên bố vào ngày 7 tháng 4 năm 2017 rằng họ đã bỏ tất cả vũ khí và chất nổ và sẽ chính thức trở thành một tổ chức giải giáp vào ngày hôm sau.

## Lịch sử
Tổ chức này được thành lập vào năm 1959 khi nhà độc tài Francisco Franco tiến hành các hành động chống lại người Basque với lý do những người dân ở đây đã ủng hộ những người Cộng hòa trong cuộc nội chiến Tây Ban Nha. Khi đó, ngôn ngữ và văn hóa của xứ Basque bị cấm sử dụng.
Năm 1975, Francissco Franco chết, xứ Basque được trao quyền tự trị. Người dân ở đây có quyền thành lập Quốc hội, cảnh sát riêng, đánh thuế và kiểm soát giáo dục. Tuy nhiên, những điều này chưa đáp ứng đủ các yêu cầu của ETA và họ tiếp tục tiến hành các hoạt động có vũ trang chống lại chính quyền Tây Ban Nha và cả những người xứ Basque ủng hộ một quốc gia Tây Ban Nha thống nhất.
Từ đó đến nay, ETA bị quy trách nhiệm của khoảng 800 người bị chết.. Do đó, tổ chức này bị nhiều quốc gia coi là một tổ chức khủng bố. Chính phủ Tây Ban Nha nhiều lần yêu cầu ETA ngừng bắn để tiến hành đối thoại chính trị nhưng thường bị từ chối. ETA đã một lần tuyên bố ngừng bắn vào năm 1998 nhưng rồi lại phá vỡ bằng các cuộc đánh bom.
Ngày 24 tháng 3 năm 2006, ETA chính thức tuyên bố ngừng bắn vĩnh viễn. Sự kiện này đã mở ra một cách giải quyết mới cho cuộc xung đột ở Basque.
Tuy nhiên ngày 2 tháng 9 năm 2007, Bộ Nội vụ Tây Ban Nha cho biết tổ chức ETA đã cho nổ một quả bom nhỏ trên tuyến đường cao tốc ở miền Bắc nước này nhưng không gây thương vong.
Giới hữu trách đổ tội cho ETA là đã gây ra một vụ nổ khiến hai cảnh sát viên thiệt mạng gần một bót cảnh sát trên đảo Mallorca ngày 30 tháng 7 năm 2009 và một vụ nổ xe bom khiến hơn 60 người bị thương tại thành phố Burgos ở phía Bắc ngày 29 tháng 7 năm 2009.
Theo đại diện Bộ Nội vụ tại Mallorca, Ramon Socias, cảnh sát điều tra giả thuyết là thành phần khủng bố vẫn còn ở trên đảo và trốn trong một căn nhà nào đó để chờ cho tình hình yên tĩnh rồi mới trốn đi. Bộ Nội vụ công bố hình ảnh của sáu nghi can và kêu gọi dân chúng giúp đỡ trong cuộc điều tra.
Đài phát thanh quốc gia Tây Ban Nha nói cảnh sát đang truy lùng hai thiếu niên Basque nhìn thấy ở Palma de Mallorca vào cuối tháng 7 năm 2009 khi cảnh sát tăng cường hoạt động trước khi gia đình hoàng gia đến nghỉ Hè thường niên tại cung điện Marivent, cách nơi nổ bom chừng 10 cây số. Đài phát thanh nói hai thiếu niên người Basque này đã thuê một căn phòng ở Palma nhưng không ai nhìn thấy họ kể từ khi cuộc tấn công xảy ra.
Người lãnh đạo của ETA hiện nay là bà Sorzabal Diaz.

### Một số mốc lịch sử quan trọng của ETA
Sinh viên đấu tranh chống chế độ độc tài Franco.
1937: Tướng Franco chiếm đóng xứ Basque và bắt đầu dìm các cuộc đấu tranh đòi độc lập của người dân trong biển máu. 
1959: Tổ chức ETA ra đời với mục đích thành lập một nhà nước độc lập ở xứ Basque.
1961: Chiến dịch bạo động của ETA mở màn với âm mưu đánh trật đường ray đoàn tàu chở các chính trị gia Tây Ban Nha.
1968: ETA giết hại nạn nhân đầu tiên, đó là Meliton Manzanas, một trùm cảnh sát mật ở thành phố San Sebastian.
12/1973: ETA ám sát Thủ tướng Luis Carrero Blanco ở Madrid để trả đũa việc chính phủ hành quyết một số chiến binh của họ.
1978: Lực lượng chính trị của ETA là Herri Batasuna được thành lập.
1995: ETA ám sát hụt lãnh đạo của đảng đối lập cánh hữu (say này là Thủ tướng Tây Ban Nha) José María Aznar López, bằng một chiếc xe chở bom.
3/1996: Đảng cánh hữu của ông Aznar giành chiến thắng trong cuộc tổng tuyển cử. Sự thay đổi của chính phủ mới báo hiệu sẽ dẫn đến một cuộc tấn công nhằm vào ETA. ETA tuyên bố đảng này là một di sản của chế độ độc tài Franco.
7/1997: ETA bắt cóc và giết hại chính trị gia Angel Blanco, nguyên nhân các cuộc biểu tình phản đối ETA của 6 triệu người Tây Ban Nha.
12/1997: 23 thủ lĩnh của đảng Herri Batasuna bị kết án tù 7 năm vì tội hợp tác với ETA. Đây là lần đầu tiên các thành viên của đảng bị bắt giam vì hợp tác với tổ chức ly khai này.
3/1998: Các đảng phái chính trị trụ cột của Tây Ban Nha cam kết sẽ thương lượng để chấm dứt tình trạng bạo lực ở xứ Basque. Madrid tuyên bố không tham gia.
18/9/1998: Lần đầu tiên ETA tuyên bố ngừng bắn sau hơn 30 năm tiến hành bạo động. Đây là một sự kiện quan trọng mặc dù tuyên bố của ETA còn khá mập mờ.
5/1999: Tiến hành cuộc gặp gỡ lần đầu tiên giữa chính phủ Tây Ban Nha với ETA tại thành phố Zurich, Thụy Sĩ.
8/1999: Thủ tướng Jose Maria Aznar buộc tội ETA đang "đe doạ hoà bình" và kêu gọi tổ chức này thừa nhận các hành động của mình.
11/1999: Tổ chức ly khai ETA tuyên bố chấm dứt thời kỳ ngừng bắn kéo dài 14 tháng và đổ lỗi nguyên nhân là do việc thiếu tiến triển trong cuộc thương thuyết với chính phủ.
1/2000: Những vụ đánh bom bằng ôtô của ETA bắt đầu bùng phát ở Madrid và xứ Basque.
26/8/2002: Đảng Batasuna bị cấm hoạt động do có liên quan đến ETA.
10/2011: Tuyên bố ngừng bạo lực.

## Kỷ niệm 50 năm
Tại đảo Balearic, thành phần lãnh đạo của các đảng phái chính trị lớn ở Tây Ban Nha ngày 31 tháng 7 năm 2009 đã tham dự lễ tưởng niệm hai nhân viên cảnh sát vừa bị sát hại trong lúc lực lượng an ninh canh phòng cẩn mật chống lại các đe dọa khủng bố nhân ngày kỷ niệm 50 năm ngày thành lập ETA. Tại thủ đô Madrid cũng như ở các thành phố lớn khác trên toàn quốc, cảnh sát được đặt trong tình trạng báo động cao nhất, gia tăng tuần tiễu ở trụ sở các đảng phái chính trị, các cơ quan công quyền cùng những nơi có đông đảo người lui tới. Tính đến năm 2009, ETA đã giết hơn 825 người kể từ khi khởi sự cuộc đấu tranh bạo động đòi thành lập quốc gia độc lập của người Basque năm 1968.